# Brian May (Komponist)
Brian May (* 28. Juli 1934 in Adelaide; † 25. April 1997 in Melbourne) war ein australischer Komponist von Filmmusik.

## Leben
Im Adelaide Elder Conservatorium erhielt er eine Ausbildung als Pianist, Violinist und Dirigent, bevor er die ABC Adelaide Big Band gründete und dirigierte, der später die ABC Melbourne Show Band folgte. Diese Bands spielten Musik für Fernsehsendungen und Serien wie z. B. Bellbird, Return to Eden, The Last Frontier, A Dangerous Life und Darling of the Gods, während die Musik dafür früher von Schallplatten genommen worden war. Nachdem er mit der von ihm arrangierten Titelmelodie für Rush die Spitze der australischen Charts erklommen hatte, wandte er sich 1984 verstärkt der Filmmusik zu und verließ ABC. Im April 1997 starb er an Herzversagen. In seinem Testament verfügte er die Einrichtung des Brian May Scholarship, einer Stiftung, die es angehenden Filmkomponisten aus Australien ermöglicht, neun Monate lang die University of Southern California zu besuchen.
Die Erwähnung seines Namens in den Credits führt oft zur Verwechslung mit dem bekannten Queen-Gitarristen Brian May.

## Auszeichnungen
Für Mad Max erhielt May den australischen Filmpreis für den besten Score. Neben vielen anderen Auszeichnungen erhielt er auch den Golden Award der Australian Performing Rights Association.

## Filmografie (Auswahl)
- 1979: Mad Max
- 1980: Die blaue Lagune (The Blue Lagoon) (als Musik-Koordinator)
- 1980: Harlekin (Harlequin)
- 1981: Truck Driver (Roadgames)
- 1981: Ein Teufelskerl (Race for the Yankee Zephyr)
- 1981: Gallipoli
- 1981: Mad Max II – Der Vollstrecker (Mad Max 2: The Road Warrior)
- 1985: Missing in Action 2 – Die Rückkehr (Missing in Action 2 – The Beginning)
- 1986: Dakota Harris – Flug durchs Zeitloch (Sky Pirates)
- 1991: Freddy’s Finale – Nightmare on Elm Street 6 (Freddy’s Dead: The Final Nightmare)
- 1992: Dr. Giggles